# Số nguyên tử

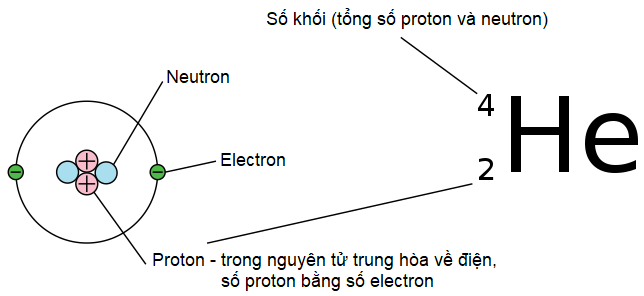
Một lời giải thích về các số viết ở trên và ở dưới được thấy trong ký hiệu số nguyên tử. Số nguyên tử là số proton, và do đó cũng là tổng điện tích dương, trong hạt nhân nguyên tử.

Mô hình Rutherford-Bohr của nguyên tử hydro (Z = 1) hoặc ion giống hydro (Z > 1). Trong mô hình xe này, một đặc điểm cơ bản là năng lượng photon (hoặc tần số) của bức xạ điện từ phát ra (hiển thị) khi một electron nhảy từ quỹ đạo này sang quỹ đạo khác tỷ lệ với bình phương toán học của điện tích nguyên tử (Z^{2}). Phép đo thực nghiệm của Henry Moseley về bức xạ này cho nhiều nguyên tố (từ Z = 13-92) cho thấy kết quả như dự đoán của Bohr. Do đó, cả khái niệm về số nguyên tử và mô hình Bohr đều được tin tưởng về mặt khoa học.

Số nguyên tử hoặc số proton, số hiệu nguyên tử (ký hiệu Z) của một nguyên tố hóa học là số proton được tìm thấy trong hạt nhân của một nguyên tử. Nó giống hệt với số điện tích của hạt nhân. Số nguyên tử xác định duy nhất một nguyên tố hóa học. Trong một nguyên tử không tích điện, số hiệu nguyên tử cũng bằng số electron.
Tổng của nguyên tử Z và số neutron N bằng số khối A của một nguyên tử. Vì các proton và neutron có cùng khối lượng (và khối lượng của các electron không đáng kể cho nhiều mục đích) và sự mất khối lượng của liên kết nucleon luôn nhỏ so với khối lượng nucleon, khối lượng nguyên tử của bất kỳ nguyên tử nào, khi được biểu thị bằng nguyên tử hợp nhất đơn vị khối lượng (tạo ra một đại lượng gọi là " khối lượng đồng vị tương đối "), nằm trong khoảng 1% của toàn bộ số A.
Các nguyên tử có cùng số nguyên tử Z nhưng số neutron N khác nhau và do đó khối lượng nguyên tử khác nhau được gọi là các đồng vị. Hơn một phần ba các nguyên tố xuất hiện trong tự nhiên tồn tại dưới dạng hỗn hợp các đồng vị (xem các nguyên tố đơn đồng vị) và khối lượng đồng vị trung bình của hỗn hợp đồng vị cho một nguyên tố (gọi là khối lượng nguyên tử tương đối) trong một môi trường xác định trên Trái Đất, sẽ xác định khối lượng nguyên tử tiêu chuẩn của nguyên tố. Trong lịch sử, chính các khối lượng nguyên tử của các nguyên tố (so với hydro) là đại lượng có thể đo được của các nhà hóa học trong thế kỷ 19.
Ký hiệu Z thông thường xuất phát từ tiếng Đức Zahl  có nghĩa là số, trước khi tổng hợp các ý tưởng hiện đại từ hóa học và vật lý, chỉ biểu thị vị trí số của một nguyên tố trong bảng tuần hoàn, có thứ tự xấp xỉ, nhưng không hoàn toàn, phù hợp với thứ tự của các nguyên tố theo trọng lượng nguyên tử. Chỉ sau năm 1915, với gợi ý và bằng chứng cho thấy số Z này cũng là điện tích hạt nhân và đặc tính vật lý của các nguyên tử, đã tạo ra từ tiếng Đức cho số nguyên tử Atomzahl được sử dụng phổ biến trong bối cảnh này.

## Lịch sử

### Bảng tuần hoàn và số tự nhiên cho mỗi phần tử

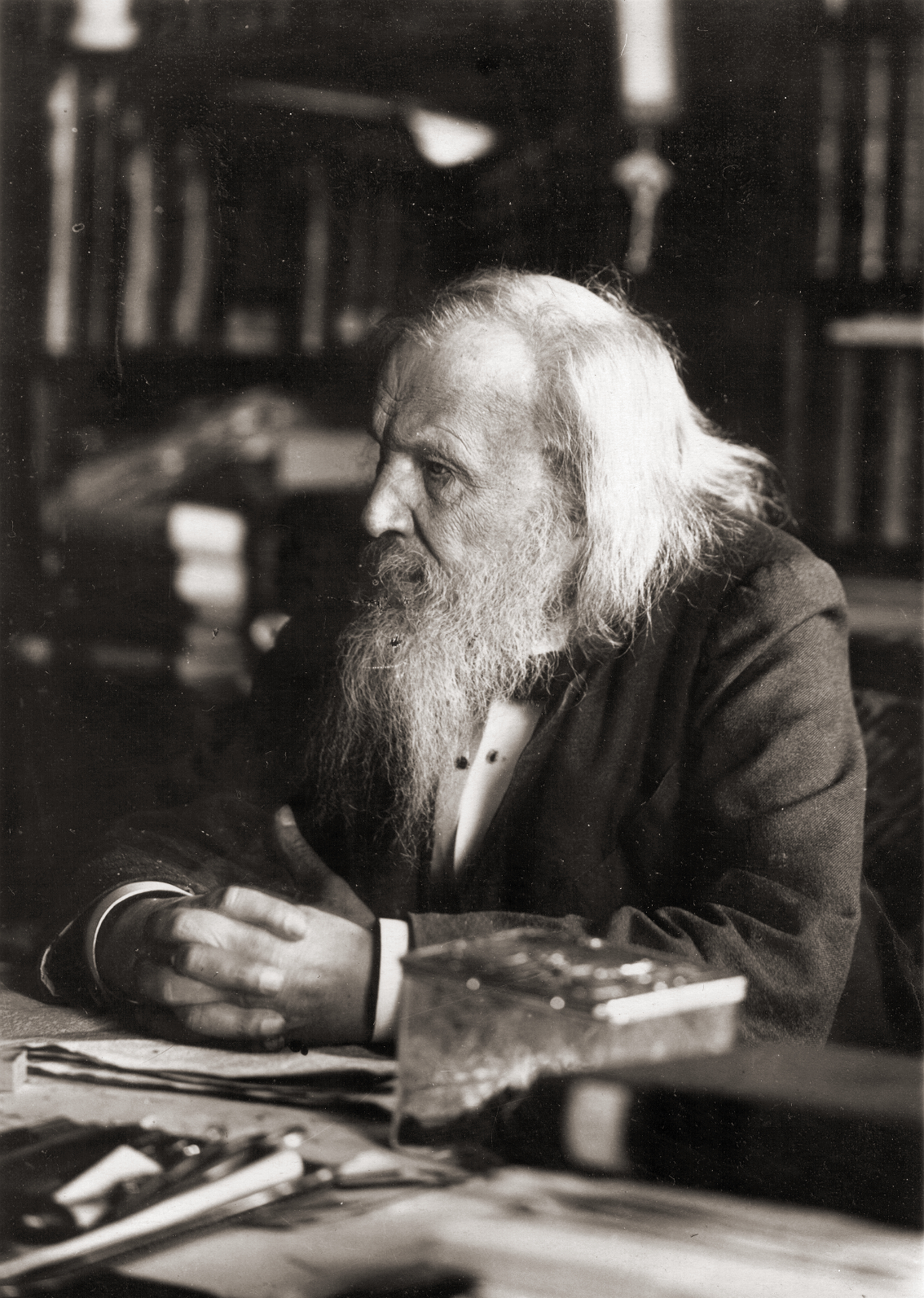
Nhà hóa học người Nga Dmitri Mendeleev, người tạo ra bảng tuần hoàn.

Nói một cách lỏng lẻo, sự tồn tại hoặc xây dựng một bảng các phần tử định kỳ tạo ra một trật tự của các phần tử, và do đó chúng có thể được đánh số theo thứ tự.
Dmitri Mendeleev tuyên bố rằng ông đã sắp xếp các bảng tuần hoàn đầu tiên của mình (xuất bản lần đầu vào ngày 6 tháng 3 năm 1869) theo thứ tự trọng lượng nguyên tử ("Atomgewicht"). Tuy nhiên, khi xem xét các tính chất hóa học quan sát được của các nguyên tố, ông đã thay đổi thứ tự một chút và đặt tellua (trọng lượng nguyên tử 127,6) trước iod (trọng lượng nguyên tử 126,9). Vị trí này phù hợp với thông lệ hiện đại về việc sắp xếp các nguyên tố theo số proton, Z, nhưng số đó không được biết hoặc còn đang bị nghi ngờ vào thời điểm đó.
Tuy nhiên, việc đánh số đơn giản dựa trên vị trí bảng tuần hoàn không bao giờ hoàn toàn thỏa đáng. Bên cạnh trường hợp iod và telluri, sau đó một số cặp nguyên tố khác (như argon và kali, cobalt và nickel) được biết là có trọng lượng nguyên tử gần như giống hệt hoặc đảo ngược, do đó yêu cầu vị trí của chúng trong bảng tuần hoàn được xác định bởi  tính chất hóa học của chúng. Tuy nhiên, việc xác định dần dần các nguyên tố họ lanthan ngày càng giống nhau về mặt hóa học, có số nguyên tử không rõ ràng, dẫn đến sự không nhất quán và không chắc chắn trong việc đánh số định kỳ các nguyên tố ít nhất là từ luteti (nguyên tố 71) trở đi (hafni không được biết đến vào thời điểm đó). 

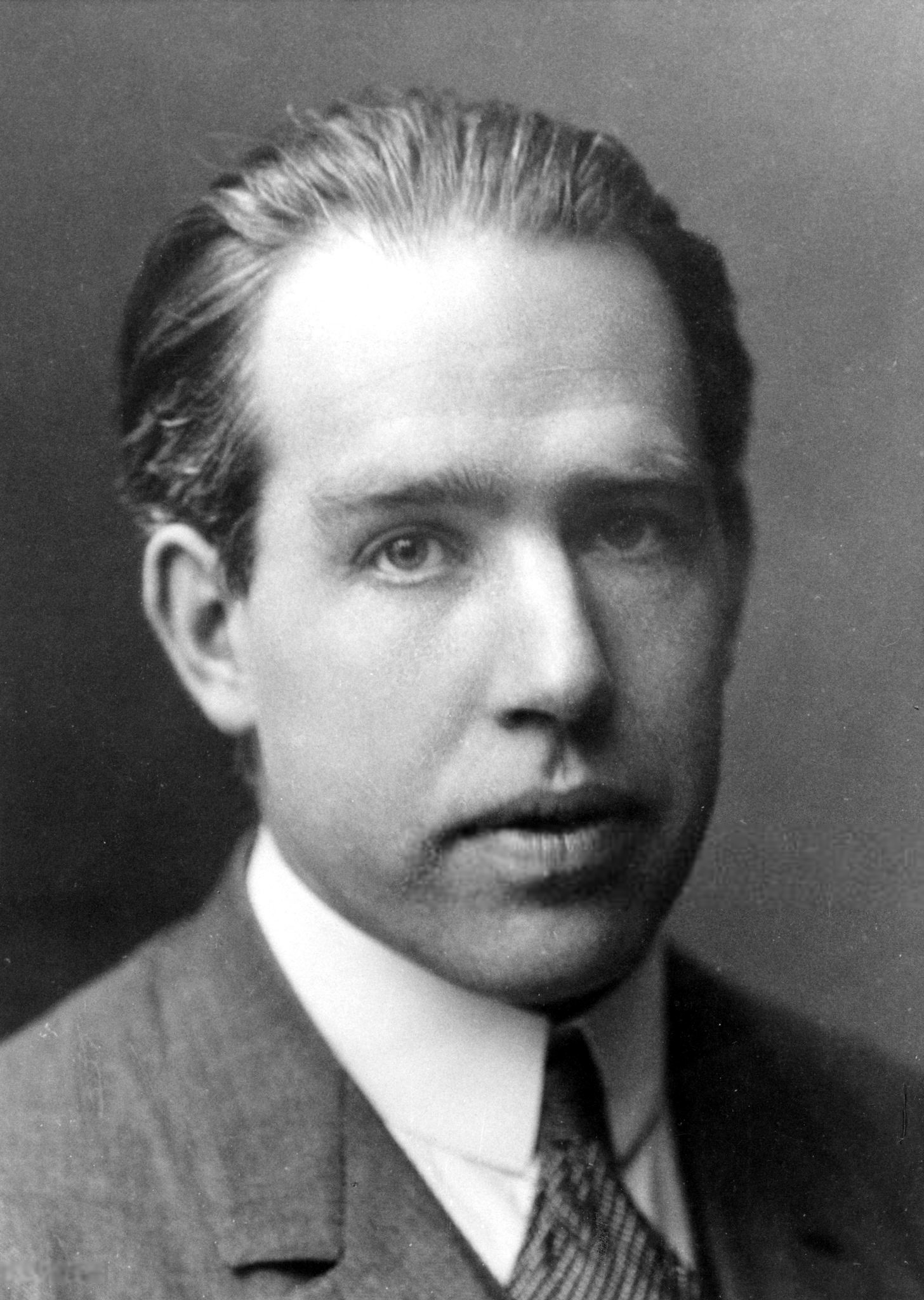
Niels Bohr, người tạo ra mô hình Bohr.

### Mô hình Rutherford-Bohr và van den Broek
Năm 1911, Ernest Rutherford đã đưa ra một mô hình nguyên tử trong đó lõi trung tâm chiếm phần lớn khối lượng của nguyên tử và điện tích dương, tính theo đơn vị điện tích của electron, bằng khoảng một nửa trọng lượng nguyên tử của nguyên tử, được biểu thị bằng số nguyên tử hydro. Do đó, điện tích trung tâm này sẽ xấp xỉ một nửa trọng lượng nguyên tử (mặc dù nó khác gần 25% so với số nguyên tử vàng (Z = 79, A = 197), nguyên tố duy nhất mà Rutherford đưa ra dự đoán của mình). Tuy nhiên, bất chấp ước tính của Rutherford rằng vàng có điện tích trung tâm khoảng 100 (nhưng là nguyên tố Z = 79 trên bảng tuần hoàn), một tháng sau khi bài báo của Rutherford xuất hiện, Antonius van den Broek chính thức đề nghị rằng điện tích trung tâm và số các electron trong nguyên tử chính xác bằng vị trí của nó trong bảng tuần hoàn (còn được gọi là số nguyên tố, số nguyên tử và ký hiệu Z). Điều này cuối cùng đã được chứng minh là đúng.

### Thí nghiệm năm 1913 của Moseley
Vị trí thí nghiệm được cải thiện đáng kể sau khi nghiên cứu của Henry Moseley vào năm 1913. Moseley, sau khi thảo luận với Bohr, người ở cùng phòng thí nghiệm (và đã sử dụng giả thuyết của Van den Broek trong mô hình nguyên tử Bohr của mình), đã quyết định kiểm tra trực tiếp giả thuyết của Van den Broek và Bohr, bằng cách xem liệu các vạch quang phổ phát ra từ các nguyên tử bị kích thích phù hợp với định đề của lý thuyết Bohr rằng tần số của các vạch quang phổ tỷ lệ với bình phương của Z.
Để làm điều này, Moseley đã đo các bước sóng của các chuyển đổi photon trong cùng (đường K và L) được tạo ra bởi các nguyên tố từ nhôm (Z = 13) sang vàng (Z = 79) được sử dụng như một loạt các mục tiêu anốt di động bên trong ống tia X.  Căn bậc hai của tần số của các photon  tăng từ mục tiêu này sang mục tiêu tiếp theo trong một tiến trình số học. Điều này dẫn đến kết luận (định luật Moseley) rằng số nguyên tử không tương ứng chặt chẽ (với độ lệch của một đơn vị cho các đường K, trong công trình của Moseley) với điện tích tính toán của hạt nhân, tức là số nguyên tố Z. Tóm lại, Moseley đã chứng minh rằng loạt nguyên tố họ lanthan (từ lanthan đến luteti) phải có đúng 15 nguyên tố, không ít hơn và không nhiều hơn - điều này còn quá mới mẻ so với hóa học thời bấy giờ.

### Các nguyên tố bị thiếu
Sau cái chết của Moseley năm 1915, số nguyên tử của tất cả các nguyên tố đã biết từ hydro đến uranium (Z = 92) đã được kiểm tra bằng phương pháp của ông. Có bảy nguyên tố (với Z < 92) không được tìm thấy và do đó được xác định là vẫn chưa được khám phá, tương ứng với các số nguyên tử 43, 61, 72, 75, 85, 87 và 91. Từ 1918 đến 1947, tất cả bảy nguyên tố còn thiếu này đã được phát hiện. Vào thời điểm này, bốn nguyên tố vượt quá urani đầu tiên cũng đã được phát hiện, do đó bảng tuần hoàn đã hoàn thành không có khoảng trống tính đến nguyên tố curium (Z = 96).

### Các proton và ý tưởng về các electron hạt nhân
Năm 1915, lý do điện tích hạt nhân tính bằng đơn vị Z, hiện được công nhận là giống với số nguyên tố, không được hiểu rõ. Một ý tưởng cũ được gọi là giả thuyết của Prout đã đưa ra giả thuyết rằng các nguyên tố đều được tạo thành từ dư lượng (hoặc "nguyên mẫu") của nguyên tố hydro nhẹ nhất, trong mô hình Bohr-Rutherford có một electron và điện tích hạt nhân. Tuy nhiên, ngay từ năm 1907, Rutherford và Thomas Royds đã chỉ ra rằng các hạt alpha, có điện tích +2, là hạt nhân của các nguyên tử heli, có khối lượng gấp bốn lần hydro, không phải hai lần. Nếu giả thuyết của Prout là đúng, một cái gì đó phải trung hòa một phần điện tích của hạt nhân hydro có trong hạt nhân của các nguyên tử nặng hơn.
Năm 1917, Rutherford đã thành công trong việc tạo ra hạt nhân hydro từ phản ứng hạt nhân giữa các hạt alpha và khí nitơ, và tin rằng ông đã chứng minh định luật Prout. Ông đã gọi các hạt nhân nặng mới là proton vào năm 1920 (tên thay thế là prouton và prototype). Người ta đã thấy rõ ngay từ công trình của Moseley rằng hạt nhân của các nguyên tử nặng có khối lượng lớn hơn gấp đôi so với dự kiến của chúng được tạo ra từ hạt nhân hydro, và do đó cần có một giả thuyết về sự trung hòa của các proton dư thừa được cho là hiện diện trong tất cả các hạt nhân nặng. Một hạt nhân heli được cho là bao gồm bốn proton cộng với hai "electron hạt nhân" (các electron liên kết bên trong hạt nhân) để cân bằng hai điện tích dương. Ở đầu kia của bảng tuần hoàn, một hạt nhân vàng có khối lượng gấp 197 lần hydro được cho là chứa 118 electron hạt nhân trong hạt nhân để mang lại cho nó một điện tích còn lại +79, phù hợp với số nguyên tử của nó.

### Việc phát hiện ra neutron làm choZtrở thành số proton
Tất cả các lý luận về các electron hạt nhân đã kết thúc với khám phá ra neutron của James Chadwick vào năm 1932. Một nguyên tử vàng hiện được coi là chứa 118 neutron chứ không phải 118 electron hạt nhân, và điện tích dương của nó giờ được nhận ra là hoàn toàn đến từ tổng số 79 proton của nó. Do đó, sau năm 1932, số nguyên tử Z của một nguyên tố cũng được nhận ra là giống hệt với số proton của hạt nhân.

## Tính chất hóa học
Mỗi nguyên tố có một tập hợp các tính chất hóa học cụ thể là kết quả của số lượng electron có trong nguyên tử trung tính, đó là Z (số nguyên tử). Cấu hình của các electron này tuân theo các nguyên tắc của cơ học lượng tử. Số lượng electron trong vỏ electron của mỗi nguyên tố, đặc biệt là vỏ hóa trị ngoài cùng, là yếu tố chính trong việc xác định hành vi liên kết hóa học của nó. Do đó, chỉ riêng số nguyên tử mới xác định tính chất hóa học của một nguyên tố; và chính vì lý do này mà một nguyên tố có thể được định nghĩa là: "Tập hợp các nguyên tử có cùng số hiệu nguyên tử hay số đơn vị điện tích hạt nhân".

## Nguyên tố mới
Việc tìm kiếm các yếu tố mới thường được mô tả bằng cách sử dụng số nguyên tử. Kể từ năm 2010, tất cả các nguyên tố có số nguyên tử từ 1 đến 118 đã được quan sát. Tổng hợp các nguyên tố mới được thực hiện bằng cách bắn phá các nguyên tử mục tiêu của các nguyên tố nặng bằng các ion, sao cho tổng các số nguyên tử của các nguyên tố mục tiêu và ion bằng với số nguyên tử của nguyên tố được tạo ra. Nói chung, chu kỳ bán rã của các nguyên tố trở nên ngắn hơn khi số nguyên tử tăng lên, mặc dù "hòn đảo của sự ổn định " có thể tồn tại đối với các đồng vị chưa được khám phá với số lượng proton và neutron nhất định.